# Ольховик, Карина Валерьевна
Карина Валерьевна Ольховик (бел. Карына Валер'еўна Альховік; род. 17 июня 2000, Дятлово, Гродненская область) — белорусская футболистка, нападающий клуба «АЛГ Спор» и национальной сборной Белоруссии.

## Карьера
Футбольную карьеру начинала в лидской ДЮСШ-Юность. Вскоре перешла в «РГУОР». В период с 2012 по 2015 года занималась в юношеских и молодёжных командах. В 2016 году стала выступать на взрослом уровне. Свой дебютный матч сыграла 17 апреля 2016 года в матче против клуба «Славянки», где отличилась также своим дебютным голом. На протяжении несколькиъ сезон неоднократно признавалась лучшим бомбардиром клуба и Высшей Лиги. В сезоне 2018 года забила 42 гола, что стало её лучшим результатом за футбольную карьеру. В январе 2020 года покинула клуб.
В начале 2020 года футболистка присоединилась к новосозданному клубу «Динамо-БГУФК». В дебютном матче 30 апреля 2020 года против команды АБФФ отличилась дублем. Сразу же стала одним из ключевых игроков и бомбардиров клуба. Вместе с клубом в дебютном сезоне, как для самой футболистки, так и для команды, стала победителем Высшей Лиги и обладателем Кубка Белоруссии. Через год смогла повторить результат, только уже вместе с победой за Суперкубок Белоруссии. В январе 2022 года покинула минский клуб.
В январе 2022 года перешла в итальянский клуб «Кьево». Представляла клуб на протяжении полугода, отличившись 3 голами в 5 матчах. Затем пополнила ряды «Сассуоло». Дебютировала за клуб 12 сентября 2022 года в матче против «Пармы». В ноябре 2022 года получила награду лучшей белорусской футболистки года. В январе 2023 года на правах арендного соглашения перешла в итальянский клуб «Чезена».
В августе 2023 года футболистка перешла в турецкий клуб «АЛГ Спор». Контракт с клубом рассчитан на сезон.

## Международная карьера
В 2016 году стала выступать за сборную Белоруссии до 17 лет. В 2017 году получила вызов в юношескую сборную Белоруссии до 19 лет.
В 2019 году получила вызов в национальную сборную Белоруссии.

## Достижения
Клубные
«Динамо-БГУФК»
- Чемпионка Белоруссии (2): 2020, 2021
- Обладатель Кубка Белоруссии (2): 2020, 2021
- Обладатель Суперкубка Белоруссии: 2021

Личные
- Лучшая футболистка Белоруссии: 2022